# غارة الجيش الإسرائيلي على مؤسسة القرض الحسن (أكتوبر 2024)
حدثت غارة جيش الاحتلال الإسرائيلي على مؤسسة القرض الحسن (أكتوبر 2024) في ليلة 20-21 أكتوبر 2024. هاجم الجيش الإسرائيلي في إطار هذه الغارة عددًا كبيرًا من أهداف مؤسسة القرض الحسن في لبنان. تعمل مؤسسة القرض الحسن كجمعية تقدم خدمات اجتماعية للمجتمع الشيعي في لبنان، ويدعى أنها تعمل كذلك كمصدر تمويل رئيسي لنشاط حزب الله. وتعرضت هذه المؤسسة لـغارات جوية عديدة، ألحقت بها أضرارًا بالغة. وهدفت هذه الغارات، التي تم تعريفها على أنها تصعيد في المواجهة، إلى إلحاق الضرر بالبنية التحتية الاقتصادية لحزب الله، وخاصة بمصادر تمويل نشاطه.

## الغارة
نشر الجيش الإسرائيلي قبل بدء الغارة تحذيرات إخلاء محددة للسكان الذين يعيشون بالقرب من الأهداف. ونتيجة لذلك، أفيد بحركة جماعية للنازحين الفارين من بيروت، ومن باقي المناطق المستهدفة، بما في ذلك الضاحية الجنوبية، وادي البقاع، وجنوب البلاد.
وأشارت مصادر في إسرائيل إلى أن أهداف الغارة كانت إلحاق الضرر بقدرة حزب الله على العمل أثناء المواجهة العسكرية، وإلحاق الضرر بقدرته على إعادة بناء نفسها بعد المواجهة وإلحاق الضرر بالثقة بين حزب الله والسكان الشيعة في لبنان. وقيل إن استهداف فروع مؤسسة "القرض الحسن" هي ضربة قوية للبيئة الحاضنة لحزب الله، مضيفا أن آلاف العائلات المؤيدة للحزب حصلت على قروض من المؤسسة مقابل رهن الذهب والمصوغات. وعلى ما يبدو لم يتمكن حزب الله من نقل مئات الخزائن الحديدية المحتوية على الذهب إلى مناطق أخرى. وحسب الخبيرة لبنة الخطيب: "الخسارة الرئيسية للأشخاص الذين يستخدمون خدمات القرض الحسن، تكمن في ضياع الذهب الذي رهنوه مقابل القروض".
وادعى حزب الله أنه اتخذ خطوات منذ بداية الحرب لضمان أموال ودائع الناس. وادعت مصادر مقربة من حزب الله ومؤسسة القرض الحسن أن المنظمة نقلت جميع الأموال والممتلكات إلى أماكن آمنة.